# Cissus angustatus
Cissus angustatus är en vinväxtart som beskrevs av Henry Nicholas Ridley. Cissus angustatus ingår i släktet Cissus och familjen vinväxter. Inga underarter finns listade i Catalogue of Life.